# 聖胡安德米拉弗洛雷斯區
12°9′5″S 76°58′12″W / 12.15139°S 76.97000°W

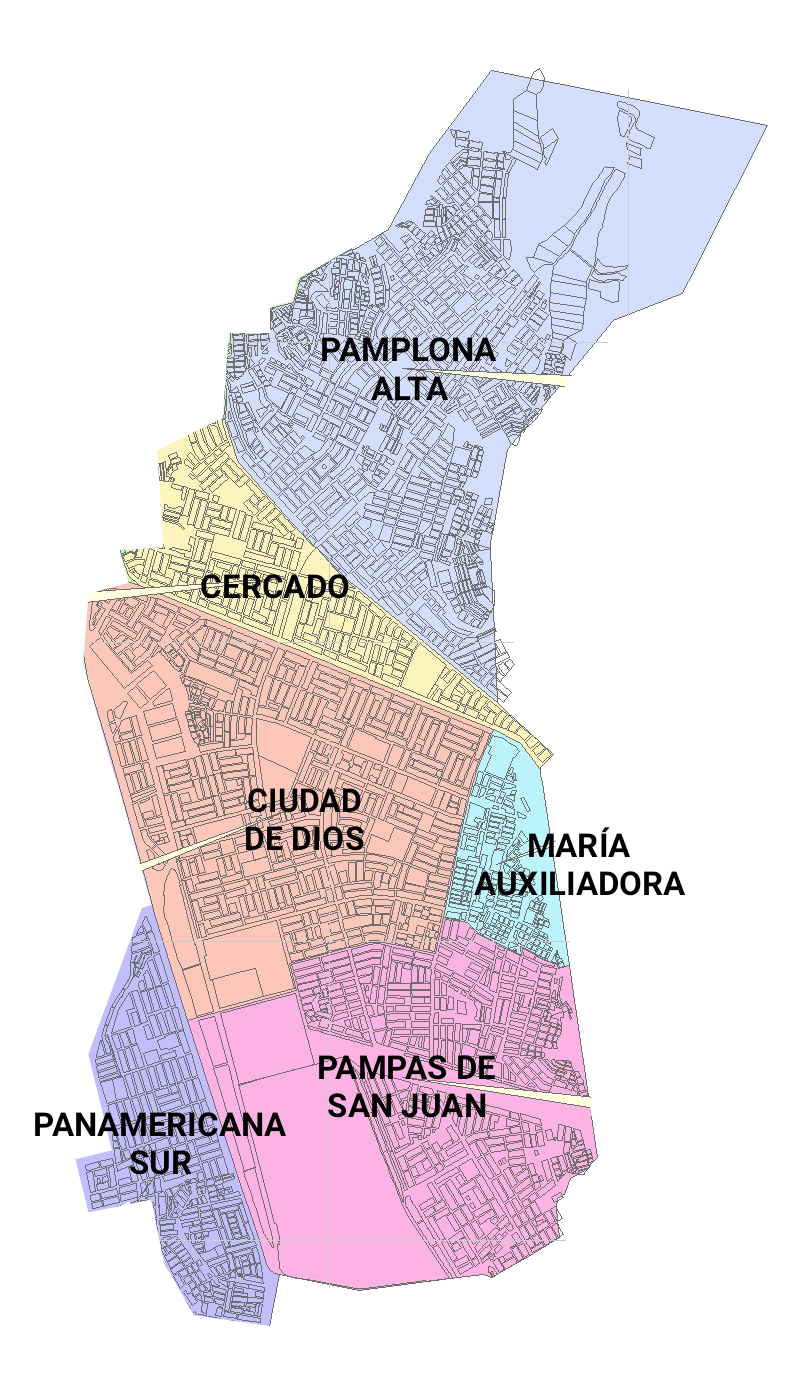

聖胡安德米拉弗洛雷斯區（西班牙語：Distrito de San Juan de Miraflores），是秘魯的一個區，位於該國西部利馬大區的利馬省，始建於1965年1月12日，面積23.98平方公里，海拔高度141米，2005年人口335,237，人口密度每平方公里14,000人。